# K.u.k. HB VI
k.u.k. HB VI war die Typenbezeichnung für Mallet-Lokomotiven mit sechs Kuppelachsen der k.u.k. Heeresbahn (kukHB). Die Lokomotiven kamen nach dem Krieg zu den Železnice Kraljevine Srba, Hrvata i Slovenaca (SHS, Eisenbahnen des Königreichs der Serben, Kroaten und Slowenen) und nach Italien. Die Lokomotiven in Bosnischer Spurweite stammten vom deutschen Hersteller Henschel & Sohn.

## Nassdampf-Tenderlokomotiven (JDŽ 91)
Die 1916 erbauten Nassdampf-Tenderlokomotiven waren ein Nachbau der SDŽ 501 bis 505 der damaligen Serbischen Staatsbahnen Srpske Državne Železnice (SDŽ). Bei den Jugoslawischen Eisenbahnen (JDŽ, später JŽ) wurde die Serie als Baureihe 91 bezeichnet.

## Heißdampf-Schlepptenderlokomotiven (JDŽ 92)
Von den von Henschel nach dem Vorbild der Tenderlokomotiven SDŽ 501 bis 505 entwickelten Heißdampf-Schlepptenderlokomotiven konnten während des Krieges nur noch eine oder zwei Maschinen ausgeliefert werden. Sie gelangten nach dem Krieg zusammen mit dem Rest der Bestellung zu den Eisenbahnen des Königreichs der Serben, Kroaten und Slowenen (SHS) und später zu den JDŽ, die sie als Baureihe 92 bezeichneten.